# Onthophagus sternalis
Onthophagus sternalis es una especie de insecto del género Onthophagus, familia Scarabaeidae, orden Coleoptera.
Fue descrita científicamente por Arrow en 1931.